# Guidubaldo Benamati
Guidubaldo Benamati (Gubbio, 1595 – Gubbio, 1653) è stato un poeta e scrittore italiano.

## Biografia
Cominciò giovanissimo come verseggiatore e commediografo in seno alla corte di Ranuccio I Farnese, manifestando una devozione per il Giambattista Marino ed il suo barocco, ammirazione che però non venne mai ricambiata.
Divenne membro di molte accademie, quella perugina degli insensati, quella veneziana degli incogniti e quella pesarese dei disinvolti, fino a crearne una a Gubbio, chiamata degli addormentati, suo finale ritiro.
La sua produzione poetica comprese drammi dei boschi, come L'Alvida e La pastorella d'Etna rime, idilli e novelle. Curioso il caso dell'opera Il principe nigello che fu messo all'Indice dal tribunale ecclesiastico nel 1640.
Scrisse anche un poema eroico, Vittoria navale, sulla battaglia di Lepanto, nel 1646.